# Себечевац
Себечевац је насељено место града Крушевца у Расинском округу. Према попису из 2022. било је 414 становника (према попису из 1991. било је 614 становника).

## Историја
Село се први пут помиње у повељи деспота Ђурђа 1429/1430. Деспот је издао великом челнику Радичу другу повељу којом је потврдио у вечну баштину цркву Благовештења Пречисте Богородице и села Будиловина и Мелентија на реци Расини, село Врбница и Себечевац у Крушевачкој власти, село Кожетино Долње и кућу у граду Новом Брду. Међутим поменута села су се тада налазила у турским рукама, тако да је Ђурађ условио њихову потврду само у случају да поново доспеју у његове руке.

## Знамените личности
- Ефросинија Ристић, српска схи-игуманија

## Демографија
У насељу Себечевац живи 448 пунолетних становника, а просечна старост становништва износи 42,1 година (39,1 код мушкараца и 45,3 код жена). У насељу има 150 домаћинстава, а просечан број чланова по домаћинству је 3,64.
Ово насеље је великим делом насељено Србима (према попису из 2002. године), а у последња три пописа, примећен је пад у броју становника.
|  |

| Демографија | Демографија | Демографија |
| Година      | Становника  | Становника  |
| ----------- | ----------- | ----------- |
| 1948.       | 761         |             |
| 1953.       | 781         |             |
| 1961.       | 765         |             |
| 1971.       | 696         |             |
| 1981.       | 654         |             |
| 1991.       | 614         | 612         |
| 2002.       | 546         | 551         |

| Етнички састав према попису из 2002.‍ | Етнички састав према попису из 2002.‍ | Етнички састав према попису из 2002.‍ | Етнички састав према попису из 2002.‍ | Етнички састав према попису из 2002.‍ |
| ------------------------------------ | ------------------------------------ | ------------------------------------ | ------------------------------------ | ------------------------------------ |
|                                      |                                      |                                      |                                      |                                      |
| Срби                                 | Срби                                 |                                      | 544                                  | 99,63%                               |
| Бугари                               | Бугари                               |                                      | 2                                    | 0,36%                                |
| непознато                            | непознато                            |                                      | 0                                    | 0,0%                                 |

| Година пописа     | 1948. | 1953. | 1961. | 1971. | 1981. | 1991. | 2002. |
| ----------------- | ----- | ----- | ----- | ----- | ----- | ----- | ----- |
| Број домаћинстава | 126   | 137   | 151   | 162   | 163   | 172   | 150   |

| Број чланова      | 1  | 2  | 3  | 4  | 5  | 6  | 7  | 8 | 9 | 10 и више | Просек |
| ----------------- | -- | -- | -- | -- | -- | -- | -- | - | - | --------- | ------ |
| Број домаћинстава | 31 | 26 | 24 | 13 | 21 | 19 | 10 | 5 | 0 | 1         | 3,64   |

| Пол    | Укупно | Неожењен/Неудата | Ожењен/Удата | Удовац/Удовица | Разведен/Разведена | Непознато |
| ------ | ------ | ---------------- | ------------ | -------------- | ------------------ | --------- |
| Мушки  | 230    | 56               | 151          | 16             | 6                  | 1         |
| Женски | 232    | 19               | 154          | 57             | 2                  | 0         |
| УКУПНО | 462    | 75               | 305          | 73             | 8                  | 1         |

| Пол    | Укупно                    | Пољопривреда, лов и шумарство | Рибарство                            | Вађење руде и камена | Прерађивачка индустрија       |
| ------ | ------------------------- | ----------------------------- | ------------------------------------ | -------------------- | ----------------------------- |
| Мушки  | 179                       | 133                           | 0                                    | 0                    | 31                            |
| Женски | 101                       | 92                            | 0                                    | 0                    | 5                             |
| УКУПНО | 280                       | 225                           | 0                                    | 0                    | 36                            |
| Пол    | Производња и снабдевање   | Грађевинарство                | Трговина                             | Хотели и ресторани   | Саобраћај, складиштење и везе |
| Мушки  | 1                         | 3                             | 4                                    | 0                    | 1                             |
| Женски | 0                         | 0                             | 0                                    | 0                    | 1                             |
| УКУПНО | 1                         | 3                             | 4                                    | 0                    | 2                             |
| Пол    | Финансијско посредовање   | Некретнине                    | Државна управа и одбрана             | Образовање           | Здравствени и социјални рад   |
| Мушки  | 0                         | 0                             | 2                                    | 1                    | 0                             |
| Женски | 0                         | 0                             | 0                                    | 2                    | 1                             |
| УКУПНО | 0                         | 0                             | 2                                    | 3                    | 1                             |
| Пол    | Остале услужне активности | Приватна домаћинства          | Екстериторијалне организације и тела | Непознато            | Непознато                     |
| Мушки  | 2                         | 0                             | 0                                    | 1                    | 1                             |
| Женски | 0                         | 0                             | 0                                    | 0                    | 0                             |
| УКУПНО | 2                         | 0                             | 0                                    | 1                    | 1                             |